# Сан-Марті-да-Тоус
Сан-Марті́-да-То́ус (кат. Sant Martí de Tous) - муніципалітет, розташований в Автономній області Каталонія, в Іспанії. Код муніципалітету за номенклатурою Інституту статистики Каталонії - 82264. Знаходиться у районі (кумарці) Анойя (коди району - 06 та AI) провінції Барселона, згідно з новою адміністративною реформою перебуватиме у складі Центральної баґарії (округи). 

## Населення
Населення міста (у 2007 р.) становить 1.104 особи (з них менше 14 років - 18%, від 15 до 64 - 61,4%, понад 65 років - 20,6%). У 2006 р. народжуваність склала 19 осіб, смертність - 19 осіб, зареєстровано 5 шлюбів. У 2001 р. активне населення становило 492 особи, з них безробітних - 55 осіб.

Серед осіб, які проживали на території міста у 2001 р., 883 народилися в Каталонії (з них 753 особи у тому самому районі, або кумарці), 97 осіб приїхало з інших областей Іспанії, а 18 осіб приїхало з-за кордону. 

Університетську освіту має 13,6% усього населення. 

У 2001 р. нараховувалося 356 домогосподарств (з них 19,9% складалися з однієї особи, 27% з двох осіб,21,9% з 3 осіб, 19,7% з 4 осіб, 8,4% з 5 осіб, 2,2% з 6 осіб, 0,6% з 7 осіб, 0% з 8 осіб і 0,3% з 9 і більше осіб).

Активне населення міста у 2001 р. працювало у таких сферах діяльності : у сільському господарстві - 5,5%, у промисловості - 27,5%, на будівництві - 16% і у сфері обслуговування - 51%. 

 У муніципалітеті або у власному районі (кумарці) працює 189 осіб, поза районом - 298 осіб.

### Безробіття
У 2007 р. нараховувалося 41 безробітний (у 2006 р. - 47 безробітних), з них чоловіки становили 31,7%, а жінки - 68,3%.

## Економіка

### Підприємства міста

#### Промислові підприємства
| \| Промислові підприємства міста, за сферою діяльності \| Промислові підприємства міста, за сферою діяльності \| Промислові підприємства міста, за сферою діяльності \| \| Рік \| 2002 р. \| 2001 р. \| \| --------------------------------------------------- \| --------------------------------------------------- \| --------------------------------------------------- \| \| Енергетичні та водні ресурси \| 5,6% \| 5% \| \| Хімія та метали \| 0% \| 0% \| \| Переробка металів \| 22,2% \| 25% \| \| Продукти харчування \| 11,1% \| 5% \| \| Текстиль \| 38,9% \| 40% \| \| Виробництво меблів, видання \| 22,2% \| 25% \| \| Інше \| 0% \| 0% \| \| Усього підприємств \| 18 \| 20 \| |         |         |
| Промислові підприємства міста, за сферою діяльності |         |         |
| Рік | 2002 р. | 2001 р. |
| Енергетичні та водні ресурси | 5,6%    | 5%      |
| Хімія та метали | 0%      | 0%      |
| Переробка металів | 22,2%   | 25%     |
| Продукти харчування | 11,1%   | 5%      |
| Текстиль | 38,9%   | 40%     |
| Виробництво меблів, видання | 22,2%   | 25%     |
| Інше | 0%      | 0%      |
| Усього підприємств | 18      | 20      |

#### Роздрібна торгівля
| \| Підприємства роздрібної торгівлі міста, за сферою діяльності \| Підприємства роздрібної торгівлі міста, за сферою діяльності \| Підприємства роздрібної торгівлі міста, за сферою діяльності \| \| Рік \| 2002 р. \| 2001 р. \| \| ------------------------------------------------------------ \| ------------------------------------------------------------ \| ------------------------------------------------------------ \| \| Продукти харчування \| 36,4% \| 40% \| \| Одяг та взуття \| 18,2% \| 10% \| \| Товари для дому \| 9,1% \| 10% \| \| Книги та періодичні видання \| 0% \| 0% \| \| Промислова хімічна продукція \| 36,4% \| 40% \| \| Продукція, пов'язана з транспортними засобами \| 0% \| 0% \| \| Інше \| 0% \| 0% \| \| Усього підприємств \| 11 \| 10 \| |         |         |
| Підприємства роздрібної торгівлі міста, за сферою діяльності |         |         |
| Рік | 2002 р. | 2001 р. |
| Продукти харчування | 36,4%   | 40%     |
| Одяг та взуття | 18,2%   | 10%     |
| Товари для дому | 9,1%    | 10%     |
| Книги та періодичні видання | 0%      | 0%      |
| Промислова хімічна продукція | 36,4%   | 40%     |
| Продукція, пов'язана з транспортними засобами | 0%      | 0%      |
| Інше | 0%      | 0%      |
| Усього підприємств | 11      | 10      |

#### Сфера послуг
| \| Підприємства міста, що працюють у сфері послуг, за діяльністю \| Підприємства міста, що працюють у сфері послуг, за діяльністю \| Підприємства міста, що працюють у сфері послуг, за діяльністю \| \| Рік \| 2002 р. \| 2001 р. \| \| ------------------------------------------------------------- \| ------------------------------------------------------------- \| ------------------------------------------------------------- \| \| Гуртова торгівля \| 27,6% \| 29,6% \| \| Готелі та готельний бізнес \| 13,8% \| 14,8% \| \| Транспорт та зв'язок \| 6,9% \| 7,4% \| \| Посередницькі фінансові послуги \| 10,3% \| 11,1% \| \| Послуги підприємствам \| 0% \| 0% \| \| Послуги фізичним особам \| 27,6% \| 29,6% \| \| Нерухомість та ін. \| 13,8% \| 7,4% \| \| Усього підприємств \| 29 \| 27 \| |         |         |
| Підприємства міста, що працюють у сфері послуг, за діяльністю |         |         |
| Рік | 2002 р. | 2001 р. |
| Гуртова торгівля | 27,6%   | 29,6%   |
| Готелі та готельний бізнес | 13,8%   | 14,8%   |
| Транспорт та зв'язок | 6,9%    | 7,4%    |
| Посередницькі фінансові послуги | 10,3%   | 11,1%   |
| Послуги підприємствам | 0%      | 0%      |
| Послуги фізичним особам | 27,6%   | 29,6%   |
| Нерухомість та ін. | 13,8%   | 7,4%    |
| Усього підприємств | 29      | 27      |

## Житловий фонд
У 2001 р. 4,2% усіх родин (домогосподарств) мали житло метражем до 59 м2, 24,2% - від 60 до 89 м2, 38,8% - від 90 до 119 м2 і
32,9% - понад 120 м2.

З усіх будівель у 2001 р. 18,2% було одноповерховими, 67% - двоповерховими, 13,5
% - триповерховими, 1,3% - чотириповерховими, 0% - п'ятиповерховими, 0% - шестиповерховими,
0% - семиповерховими, 0% - з вісьмома та більше поверхами.

## Автопарк
| \| Автомобілі, зареєстровані у місті, за призначенням \| Автомобілі, зареєстровані у місті, за призначенням \| Автомобілі, зареєстровані у місті, за призначенням \| \| Рік \| 2006 р. \| 2005 р. \| \| -------------------------------------------------- \| -------------------------------------------------- \| -------------------------------------------------- \| \| Приватні автомобілі \| 63,8% \| 64,9% \| \| Мотоцикли \| 11,5% \| 10,4% \| \| Вантажівки \| 21,2% \| 21,6% \| \| Трактори \| 0,1% \| 0,1% \| \| Автобуси та ін. \| 3,3% \| 3% \| \| Усього автомобілів \| 867 шт. \| 828 шт. \| |         |         |
| Автомобілі, зареєстровані у місті, за призначенням |         |         |
| Рік | 2006 р. | 2005 р. |
| Приватні автомобілі | 63,8%   | 64,9%   |
| Мотоцикли | 11,5%   | 10,4%   |
| Вантажівки | 21,2%   | 21,6%   |
| Трактори | 0,1%    | 0,1%    |
| Автобуси та ін. | 3,3%    | 3%      |
| Усього автомобілів | 867 шт. | 828 шт. |

## Вживання каталанської мови
У 2001 р. каталанську мову у місті розуміли 98,8% усього населення (у 1996 р. - 99,5%), вміли говорити нею 88,9% (у 1996 р. - 
92%), вміли читати 86,4% (у 1996 р. - 89,1%), вміли писати 67,3
% (у 1996 р. - 63,8%). Не розуміли каталанської мови 1,2%.

## Політичні уподобання
У виборах до Парламенту Каталонії у 2006 р. взяло участь 589 осіб (у 2003 р. - 646 осіб). Голоси за політичні сили розподілилися таким чином:
| \| Вибори до Парламенту Каталонії \| Вибори до Парламенту Каталонії \| Вибори до Парламенту Каталонії \| \| Рік \| 2006 р. \| 2003 р. \| \| -------------------------------------- \| ------------------------------ \| ------------------------------ \| \| Конвергенція та Єднання (CiU) \| 45,7% \| 45,2% \| \| Соціалістична партія Каталонії (PSC) \| 17,3% \| 20,4% \| \| Народна партія (PP) \| 4,8% \| 5,9% \| \| Ініціатива за зелену Каталонію (IC) \| 6,6% \| 3,4% \| \| Республіканська лівиця Каталонії (ERC) \| 23,1% \| 24,6% \| \| Громадянська партія (C's) \| 0% \| 0% \| \| Інші \| 2,5% \| 0,5% \| |         |         |
| Вибори до Парламенту Каталонії |         |         |
| Рік | 2006 р. | 2003 р. |
| Конвергенція та Єднання (CiU) | 45,7%   | 45,2%   |
| Соціалістична партія Каталонії (PSC) | 17,3%   | 20,4%   |
| Народна партія (PP) | 4,8%    | 5,9%    |
| Ініціатива за зелену Каталонію (IC) | 6,6%    | 3,4%    |
| Республіканська лівиця Каталонії (ERC) | 23,1%   | 24,6%   |
| Громадянська партія (C's) | 0%      | 0%      |
| Інші | 2,5%    | 0,5%    |

У муніципальних виборах у 2007 р. взяло участь 651 особа (у 2003 р. - 701 особа). Голоси за політичні сили розподілилися таким чином:
| \| Муніципальні вибори \| Муніципальні вибори \| Муніципальні вибори \| \| Рік \| 2007 р. \| 2003 р. \| \| -------------------------------------- \| ------------------- \| ------------------- \| \| Конвергенція та Єднання (CiU) \| 38,7% \| 54,6% \| \| Соціалістична партія Каталонії (PSC) \| 22% \| 28,5% \| \| Народна партія (PP) \| 1,8% \| 0% \| \| Ініціатива за зелену Каталонію (IC) \| 0% \| 0% \| \| Республіканська лівиця Каталонії (ERC) \| 37,5% \| 16,8% \| \| Громадянська партія (C's) \| 0% \| 0% \| \| Інші \| 0% \| 0% \| |         |         |
| Муніципальні вибори |         |         |
| Рік | 2007 р. | 2003 р. |
| Конвергенція та Єднання (CiU) | 38,7%   | 54,6%   |
| Соціалістична партія Каталонії (PSC) | 22%     | 28,5%   |
| Народна партія (PP) | 1,8%    | 0%      |
| Ініціатива за зелену Каталонію (IC) | 0%      | 0%      |
| Республіканська лівиця Каталонії (ERC) | 37,5%   | 16,8%   |
| Громадянська партія (C's) | 0%      | 0%      |
| Інші | 0%      | 0%      |